# Parafia św. Wojciecha w Cieszęcinie
Parafia Świętego Wojciecha Biskupa w Cieszęcinie – parafia rzymskokatolicka należąca do dekanatu Wieruszów diecezji kaliskiej. Została utworzona w XI wieku. Mieści się pod numerem 15. Prowadzą ją ojcowie sercanie biali. Parafia liczy 1800 wiernych.

## Historia
Według tradycji ustnej świątynia pw. św. Wojciecha powstała w 1080 roku, kiedy to św. Wojciech przemawiał do zgromadzonych mieszkańców podczas swej podróży ewangelizacyjnej do Prus. W latach 1591–1617 kościół w Cieszęcinie zajęty był przez protestantów. Obecna drewniana świątynia została wzniesiona w 1789 roku. W czasie II wojny światowej została obrabowana i zamknięta. Od 1995 roku kościół został podniesiony do godności Sanktuarium św. Wojciecha. 

## Obszar
Miejscowości należące do parafii: Cieszęcin, Kolonia Osiek, Kostrzewy, Kowalówka, Osiek, Osowa, Kolonia Osówka, Sopel.